# François Tamisier
François Tamisier (Lons-le-Saunier, 22 gennaio 1809 – Parigi, 20 maggio 1880) è stato un militare e politico francese.

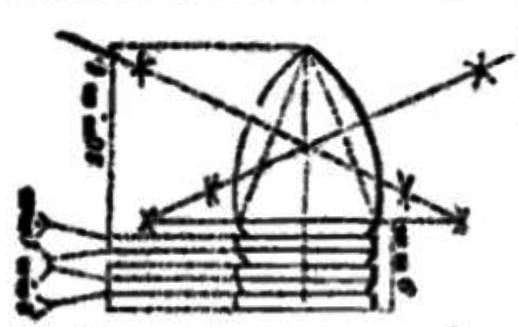
Solchi di Tamisier.

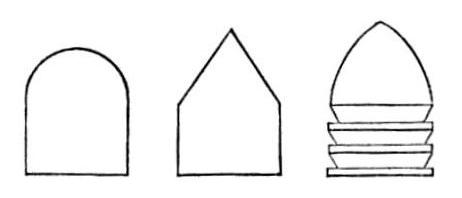
Proiettile cilindro-sferico (sinistra) e cilindro-conico (centro) sviluppato da Delvigne, fu migliorato con le scanalature da Tamisier per migliorarne la stabilità.

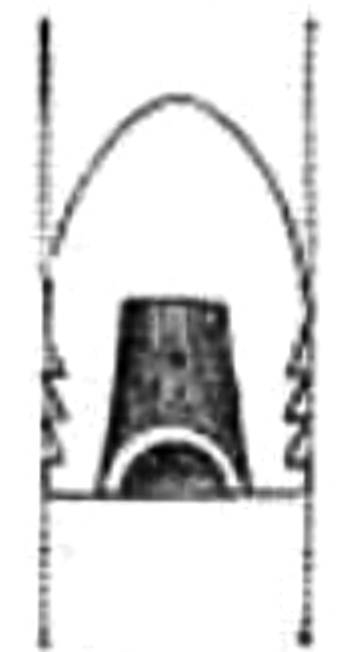
Solchi di Tamisier in una pallottola Minié.

Inventò diversi metodi per migliorare i fucili ed in particolare le pallottole (da non confondere con le pallottole Minié).

## Biografia
Tamisier ottenne un brevetto, nel 1841, su di un sistema per migliorare la precisione di tiro delle pallottole cilindro-coniche, intagliando tre scanalature (in francese:"cannelures") sulla parte cilindrica della pallottola.

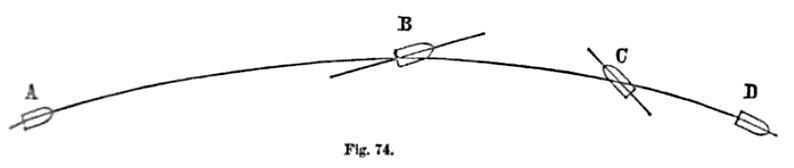
Prima dell'invenzione di Tamisier, l'orientamento di un proiettile cilindro-conico tendeva a rimanere lungo il suo asse inerziale, progressivamente impostandosi contro la sua traiettoria e sempre più incontrando la resistenza dell'aria, che rendeva irregolare il movimento del proiettile.

Rispetto al proiettile sferico, che ha offerto un profilo piuttosto inefficiente ma simmetrico e stabile in quanto ad aerodinamica, la stabilità aerodinamica del proiettile cilindro-conico era stato un problema nei primi mesi nei quali era stato impiegato nelle armi a canna rigata sviluppate da Delvigne. Con il metodo Tamisier, la resistenza dell'aria dietro il centro di gravità del proiettile era stata aumentata, incrementando così la sua stabilità. La pallottola sarebbe quindi rimasta stabile in volo incrementando notevolmente l'efficienza. Tamisier aveva sperimentato la pallottola sviluppata da Delvigne per scoprire l'effetto della resistenza aerodinamica sulla traiettoria di un proiettile.
Le scanalature introdotte da Tamisier avevano notevolmente migliorato l'efficienza del proiettile cilindro-conico, tuttavia avevano reso piuttosto difficile la forzatura del proiettile contro le rigature del fucile del sistema Delvigne. Per superare questa difficoltà, Thouvenin sviluppò il fucile a stelo. Questi principi costruttivi vennero poi implementati nella pallottola Minié.
Tamisier sviluppò anche un metodo originale per fare delle scanalature nel fucile; esse erano più profonde nella culatta e progressivamente meno profonde verso la punta della canna. Ciò creava una progressiva forzatura della pallottola mentre si spostava lungo la canna, migliorandone notevolmente l'efficienza.